# Anton Ortner (Tischler)
Anton Ortner (* 17. Dezember 1817 am Trogerhof im Ortsteil Abfaltern in Abfaltersbach in Tirol; † 30. April 1885 in Sand in Taufers) war ein österreichischer Kunsttischler.

## Kindheit
Anton wurde am 17. Dezember 1817 als viertes von elf Kindern, dem Trogerbauer Andrä und der Anna, geb. Weitlaner am Trogerhof geboren. „Tone“ wuchs mit seinen acht Geschwistern am Trogerhof auf und besuchte in Abfaltersbach die achtjährige Volksschule. In den Ferien musste der kleine „Tone“ seinem Vater Andrä am Hof helfen und oft auf der Alm das Vieh hüten. Seine handwerklichen Talente erkannte der „Tone“ recht früh und nahm sich den berühmten Elfenbeinschnitzer Simon Troger, der auch auf diesem Hof geboren war, als Vorbild und erlernte in Südtirol das Handwerk des Kunsttischlers.

## Arbeit
Nach der Lehre zum Kunsttischler und einigen Jahren als Tischlergeselle machte sich Anton in Dietenheim bei Bruneck selbstständig und eröffnete eine kleine Werkstatt. Er spezialisierte sich auf Kircheneinrichtungen und hatte eine spezielle Vorliebe für Hochaltäre. Durch Mundpropaganda wurde Anton bald ein gefragter Mann als Kunsttischler im ganzen Pustertal. Die Arbeit als Kunsttischler verlangte dem „Tone“ soviel Zeit ab, dass er keine Frau fand und somit keine Familie gründen konnte.

## Werke
Mehrere seiner Kunstwerke sind heute noch in diesen Kirchen erhalten:
- 1871 gotischer Hochaltar in St. Georgen (Bruneck)
- 1872 Tabernakel in der Kuratiekirche in Aurach
- 1882 Seitenaltäre mit neugotischem Nischenaufbau in St. Jakob in Ahrntal
- 1885 Hochaltar in Wahlen bei Toblach

In einem Zeitungsartikel der „Neuen Tiroler Stimme“ vom 16. Dezember 1873, Nr. 288 wird Anton als besonderer Kunstkenner und Kunstarbeiter hervorgehoben.
Im 68. Lebensjahr starb Anton Ortner am 30. April 1885 als viel beachteter Künstler in Sand in Taufers.
In einem Brief an Antons Bruder (nach dessen Tod), dem Trogerbauern Josef III. Ortner, beschrieb ihn der Dekan und Pfarrer Johann Fauster von Taufers als „braven und anständigen Mann“.